# Ils se re-aiment
 (mars 2025).
Si vous disposez d'ouvrages ou d'articles de référence ou si vous connaissez des sites web de qualité traitant du thème abordé ici, merci de compléter l'article en donnant les références utiles à sa vérifiabilité et en les liant à la section « Notes et références ».
Ils se re-aiment est une pièce de théâtre française écrite par Muriel Robin et Pierre Palmade, mise en scène par Alex Lutz, et créée en 2012 par les acteurs Pierre Palmade et Michèle Laroque.
Il s'agit de la troisième pièce du duo Palmade-Laroque. Ainsi, elle fait suite à Ils s'aiment (1996) et Ils se sont aimés (2001), toutes deux ayant été mises en scène par Muriel Robin.
Ainsi, onze ans après la dernière pièce qui était l'objet de leur rupture, le couple Martin et Isabelle a droit à une nouvelle chance.

## Sketchs
1. Quel couple êtes-vous ?
2. L'échangisme
3. La signalisation
4. L'enterrement du père
5. L'Afrique (Partie 1)
6. L'Afrique (Partie 2)
7. Le débat politique
8. Le spiritisme
9. La crise cardiaque
10. Le tango
11. Le braquage
12. La Lune